# 元琛
元琛（?—?），字昙宝，河南郡洛阳县（今河南省洛阳市东）人，魏文成帝拓跋濬之孙，北魏宗室、官员。

## 生平
元琛是齊郡王元簡的兒子，從小個性就聰明惠捷，孝文帝很喜歡他。太和二十一年（497年）十二月，魏孝文帝将元琛过继给元琛已去世的叔父拓跋若，袭封河间王爵位。
宣武帝時期，历官至定州刺史，在官任內因貪賄，回朝後禁止升遷廢坐於家。當時孝明帝元詡開時讀書學習，元琛趁機獻上金字孝經，又向宦官劉騰賄賂了大量的財貨金寶，因此得以回復官職，擔任兼都官尚書。之後外調為秦州刺史，開始大肆歛取金錢賦稅，百姓們皆哀嘆。
正光二年（521年），東益州、南秦州的氐族起事，下詔令元琛擔任都督率兵擊討，元琛個性貪婪暴虐，手執軍權後，更加貪欲無厭，民眾視其如虎狼，對氐族的作戰因此大敗，兵士死亡超過千人，元琛棄馬走還。兩年後（523年）元琛和章武王元融因為貪污，遭到彈劾而被剝奪王爵與宗室成員身分。隔年正光五年（524年），回復其爵位和身份。同年梁朝將領裴邃、虞鴻攻打壽春，裴邃连下魏城九座，克武阳三关，朝廷讓元琛率領援军5万支援揚州刺史長孫稚，元琛进軍至寿阳，在城父（今安徽亳州东南）備戰。元琛希望與梁軍決戰，但長孫稚认为長時間下雨，不可輕易出兵，應該堅守城池，元琛不听，出城攻打裴邃，梁軍出擊包圍擊败元琛，魏軍退守城中，直至梁軍退兵。
孝昌二年（526年），元琛擔任大都督，與长孙稚等將領討伐鲜于修礼，由於先前在揚州戰場兩人已有嫌隙，元琛故意派長孫稚進軍，在五鹿遭到鮮于修禮部隊抄擊，元琛主軍不前往救援，最後魏軍大敗，元琛和長孫稚都被除名免官。晚年出兵征讨汾州、晋州的胡、蜀少数民族，在军中過世。

## 人物性格
元琛的性格極為貪腐，他的妻子是宣武帝高皇后的妹妹，元琛因此依恃仗勢，大行賄納。其宅邸中珍寶無數，又極愛誇耀其財富，每次與宗室諸王相會，必定展示自身收藏，當時常与高陽王元雍兩人互相競爭財富。元琛曾建造一建築名為文柏堂，形制類似宮殿，堂中以玉造井，以金子造水瓶，以五色絲為繩索；又在自家庭園建造迎風館，雕樑畫棟，極盡雕飾。曾远求波斯的千里馬，命名為「追風赤驥」，還有駿馬數十匹，皆有名字，拿银做马槽，用金子做锁环，元琛也養了妓女三百人，人人皆有國色姿貌。
元琛曾說：「西晉的石崇只不過是一平民，就能穿戴雉頭裘、狐掖袍，在雞蛋和薪柴上刻畫圖案；何況我堂堂大魏天王，豈能不奢侈華貴。」又跟章武王元融說：「我不恨我見不到石崇，我只恨石崇沒法見到我。」

## 逸事
- 元琛擔任秦州刺史時，曾攻討羌族，久戰不降，乃命令歌妓朝雲打扮成貧窮的老婦，一邊吹篪一邊乞討。羌族人聽到朝雲的音樂，都留下眼淚，紛紛投降[5]。

## 家庭

### 夫人
- 高氏，宣武帝皇后高英之妹

### 兒子
- 元子豫，字彥休，給事中[6]